# 洮江县
洮江县，中国旧县名。
1958年合碌曲、玛曲二县置。治孕海滩（今甘肃省碌曲县尕海乡）。1961年撤销，仍复碌曲、玛曲二县。 